# 红枣芋螺
红枣芋螺（学名：Conus bullatus），是新腹足目芋螺科芋螺属的一种。主要分布于中国大陆、台湾，常栖息在潮下带。
其种加词“bullatus”意为“起泡的”。